# Chew – Bulle mit Biss

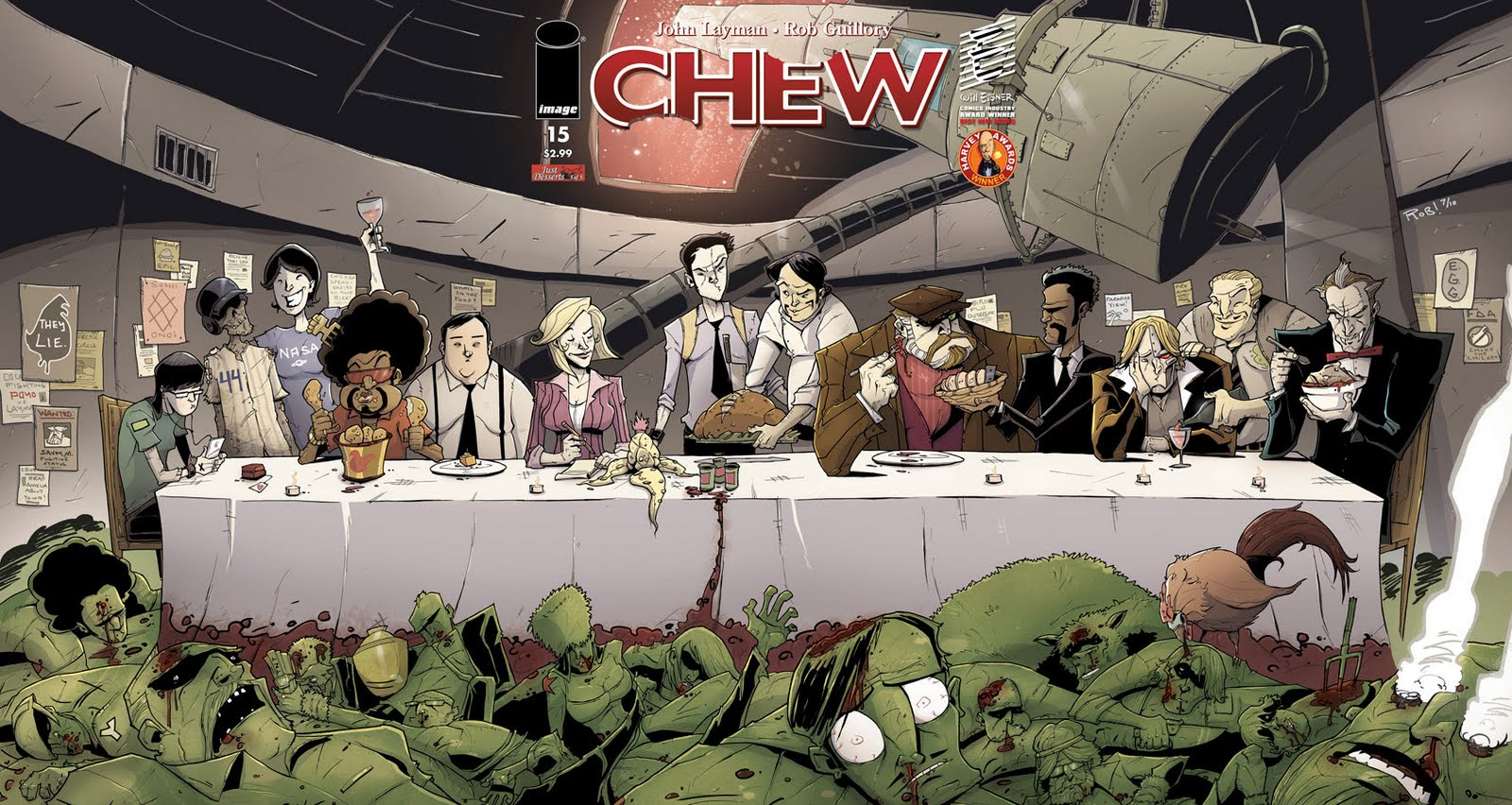
Titelbild von Chew #15 (2010)

Chew – Bulle mit Biss (Originaltitel: Chew) ist eine US-amerikanische Comicserie, die seit 2009 bei Image Comics erscheint. Die Serie von Autor John Layman und Zeichner Rob Guillory ist auf 60 Hefte angelegt.

## Schauplatz
Chew spielt in einer Welt nach einer mutmaßlich durch einen Vogelgrippenstamm ausgelösten Pandemie, vorwiegend in den Vereinigten Staaten. Die USA reagiert darauf mit einem Verbot der Verbreitung und des Konsums jeglicher Geflügelprodukte, die Befugnisse der Lebensmittelüberwachungsbehörde FDA und des Landwirtschaftsministeriums (USDA) werden weitreichend ausgebaut. Es mehren sich allerdings die Stimmen, dass der Tod von 23 Millionen US-Amerikanern (und 116 Millionen Opfern weltweit) in Wahrheit gar nicht auf die Vogelgrippe zurückzuführen ist und die Regierung diese nur zum Vorwand genommen hat, um die Bürgerrechte zu beschneiden.
In der Welt von Chew manifestieren sich bei relativ vielen Menschen übernatürliche Fähigkeiten, im Comic gemeinhin als „Superkräfte“ bezeichnet, hier allerdings mit pseudowissenschaftlichen „Fachbezeichnungen“ versehen, die allesamt mit Essen zu tun haben.

## Figuren
- Tony Chu ist „Cibopath“, das heißt, er kann übersinnlichen Kontakt zu seinem Essen herstellen. So kann er beim Essen einer Frucht nicht nur die Marken der eingesetzten Pestizide erkennen, sondern auch Ort und Umstand des Wachstums und vieles mehr. Die Fähigkeit geht so weit, dass er Mörder überführen kann, wenn er sie oder ihre Opfer beißt. Darüber hinaus können sich „Cibopathen“ gewisse Fähigkeiten von ihrer „Nahrung“ aneignen, zumindest wenn diese menschlichen Ursprungs ist. Grundsätzlich kann jedes organische Beweismittel von Chu oral analysiert werden, ausgenommen rote Rüben. Solange es dienstlich nicht nötig ist, ernährt er sich primär von roten Rüben. Chu begann seine Karriere als Polizist in Philadelphia, wird aber in der Serie sehr bald der FDA zugewiesen.
- Mason Savoy ist ebenso „Cibopath“, verantwortlich für Tony Chus Verlegung zur FDA. Er wird von diesem allerdings als Mörder überführt, weshalb er die Behörde verlassen und fliehen muss.
- John Colby ist Tony Chus Partner, erst bei der Polizei, nachdem er im letzten gemeinsamen Einsatz schwer verletzt und mit Cyborgtechnik am Leben erhalten wurde, auch in der FDA.
- Amelia Mintz ist „Saboscrivner“. Ihre besondere Fähigkeit, die sie als Restaurantkritikerin auch zu nützen versteht, besteht darin, den Geschmack von Speisen derart akkurat beschreiben zu können, dass der Leser ihn selbst schmeckt. Tony Chu ist sofort in sie verliebt, nicht nur, weil sie es ihm ermöglicht, den Genuss von Lebensmitteln ungetrübt von den sich bei ihm einstellenden Untertönen zu erfahren.
- Chow Chu ist Tonys ältester Bruder und ein prominenter Koch. Zeitweise hatte er seine eigene Fernsehsendung, die allerdings eingestellt wurde, als er nach Etablierung der „Hühnerprohibition“ live behauptete, die Vogelgrippe sei ein Schwindel. Chow besorgt sich auch nachher wann und wo immer möglich Hühnchen am Schwarzmarkt.
- Der Vampir ist kein echter Vampir, sondern ein weiterer „Cibopath“, der sich zwei Zähne abgefeilt hat, um als Vampir zu erscheinen. Er sieht sich als Sammler und tötet andere Menschen, um ihnen das Blut auszusaugen und sich so ihre Talente anzueignen. Die meisten Leute halten ihn für einen Russen, er soll aber Serbe sein.
- Direktor Applebee ist Tony Chus Vorgesetzter bei der FDA. Er mag ihn nicht, verhält sich aber netter zu ihm, nachdem John Colby mit ihm geschlafen hat.

## Handlung

### Leichenschmaus
Tony Chu und John Colby observieren, noch als Polizisten, eine „Hühnchen–Flüsterkneipe“ in Erwartung des bekannten Dealers D–Bear. Savoy interveniert, klärt beide auf, dass D–Bear unter besonderem Schutz der FDA steht und lädt sie zur Wiedergutmachung zu einem Essen in der Flüsterkneipe ein. Chew entlarvt anhand des Essens den Souschef, der sich bei der Zubereitung in den Finger geschnitten hatte, als Serienmörder. Im Zuge der Festnahme bekommt Colby ein Fleischerbeil ins Gesicht geworfen, Savoy lässt Chu zur FDA überstellen.
Bei Nachforschungen bezüglich eines verschwundenen Gesundheitsinspektors bemerkt Tony zweimal Amelia Mintz und verliebt sich spontan in sie: zunächst in einem Burgerlokal, wo ein Finger des Inspektors aufgetaucht ist, dann in einer miserablen, von Yakuza geführten Sushibar. Mintz hat Probleme in der Arbeit, seit sie vorwiegend die miesesten Lokale besucht. Applebee schickt Tony, sie zu verhaften, nachdem er – wie alle Leser ihrer letzten Kolumne – erbrechen musste. Eine Gruppe militanter E.G.G.-Aktivisten, die die Regierung zur Aufgabe der Prohibition erpressen will, besetzt unterdessen ihre Zeitung und nimmt Tony als Geisel. Amelia kann sie mit ihrer Gabe außer Gefecht setzten und fliegt, bevor Tony mit ihr sprechen kann, mit dem Gouverneur eines Pazifikstaates, der ihr eine seltsame Frucht gezeigt hat, auf dessen Insel.
Der Tod eines Senators rückt ein von diesem finanziertes Projekt in den Blickpunkt von Chew und Savoy: eine Polarstation mit einem Teleskop, das seit Jahren einen 24 Lichtjahre entfernten Planeten beobachtet, auf dem Leben möglich sein soll. Sie reisen dorthin, gerade rechtzeitig, um Zeuge zu werden, wie eine russische Killerin das Personal umbringt, angeblich im Auftrag eines gewissen Vampirs. Zeitgleich erlischt der Planet am Sternenhimmel der Erde. 24 Jahre zuvor wurden die Bewohner dieses Planeten Zeugen, wie seltsame Buchstaben am Himmel erschienen, woraufhin der Planet explodierte.
Bei einer Razzia in einem Hühnerlager stirbt ein Mafioso, den Tony anhand des Geschmacks seines Blutes als jenen Mann identifizieren kann, der dem Gesundheitsinspektor den Finger abgehackt hat. Etwas verunsichert Cho aber an seiner Vision; und so überwindet er sich und beißt später noch in die Leiche des Hundes des Inspectors, die von der Spurensicherung sichergestellt und vakuumverpackt wurde. So erlangt er die Gewissheit, dass Savoy den Inspector umgebracht hat, und stellt ihn zur Rede. Dieser gibt an, die FDA nur infiltriert zu haben, um der Wahrheit auf den Grund zu gehen, und kann entkommen.

### Reif für die Insel
John Colby ist mittels Cyborg–Transplantate, die seine zerstörte Gesichtshälfte bedecken und Computertechnik beinhalten, wieder genesen und als Partner von Tony ebenfalls der FDA zugeteilt. Bei einer Verhaftung kostet Tony den Gumbo, den die Bande nach einem vermeintlich erfolgreichen Coup mit angeblich feinstem Hühnerfleisch gekocht hat. Er identifiziert das Hühnerfleisch als pflanzlich, es handelt sich um die seltsame Frucht von der pazifischen Insel.
Tony fliegt in Eigeninitiative auf die Insel, gemeinsam mit seinem Bruder Chow, der vom Gouverneur als einer von mehreren prominenten Köchen eingeladen wurde. Nachdem Tony vor Zeugen mit einer Nahkampfexpertin des USDA heftig aneinandergeraten ist, wird diese vom sogenannten Vampir getötet und ihr Haustier, eine Ratte, ausgesaugt. Tony wird unter Verdacht, die Agentin umgebracht zu haben, eingesperrt, allerdings eher als Finte des Polizeichefs, der selbst nicht an Tonys Schuld glaubt. Er macht sich vielmehr dessen Fähigkeiten zunutze, den preisgekrönten entführten Kampfhahn Poyo aufzuspüren. Beim Kosten der rohen Frucht, Galsabeere genannt, schmeckt Tony „das Universum“.
Während Amelia auf Anweisung des Gouverneurs gegen ihren Willen auf der Insel festgehalten wird, untersucht Tony in der Pathologie weitere Opfer des Vampirs, die allesamt Bisswunden haben. Der Polizeichef ist unterdessen mit Poyo von der Insel abgereist. John hat Probleme, Tonys eigenmächtige Ermittlungen auf fremdem Territorium vor Applebee geheim zu halten und schläft mit ihm, um ihn zu beschwichtigen. Tony dringt auf das Gelände vor, auf dem Amelia und einige Köche festgehalten werden. Er befreit Amelia und Chow, letzteren gegen seinen Willen, da er von der Pflanze begeistert ist. Der Vampir hat es hingegen auf einen anderen Starkoch abgesehen. Er ist engagiert, ihn zu befreien, beißt ihn stattdessen aber zu Tode. In Wahrheit ist der „Vampir“ ebenfalls Cibopath, der sich aber den Mythos zunutze macht, zwei Zähne abgefeilt hat und sein Wissen aus dem Blut der Opfer zieht. Der Lebensmittelindustrielle Ray Montero hat Frösche mit Hühner-DNS gekreuzt und seinen vorgeblichen Angestellten Caesar auf die Insel geschickt, um die pflanzliche Konkurrenz zu beseitigen. Mit Unterstützung heimischer Hühnerfarmer brennt er die Plantage mit den neuen Gewächsen nieder, der Anweisung seines Bosses, Tony zu erschießen, kommt er aber nicht nach. Der gescheiterte Gouverneur begeht Selbstmord. Wieder daheim, stellt Tony fest, dass Applebee ihm plötzlich freundlich gesinnt ist. Er hat auch Erfolg bei Amelia, die einem Rendezvous zustimmt. Sie hat im Blumenbeet am Fensterbrett ein Pflänzchen der Galsabeere.

### Eiskalt serviert
Tony bekommt einen seltsamen Anruf von Caesar, bei dem dieser sich als Spion, der aus der Kälte kommen muss, meldet, was Tony aber nicht versteht. Das Date mit Amelia mutiert zum verdeckten Einsatz in einem illegalen Galadiner, bei dem Amelia als Geisel genommen wird. Tony erschießt den Täter, Amelia, die am ganzen Körper mit dessen Blut besudelt wird, schläft nachher mit Tony.
Der ehemalige Polizeichef des Inselstaates wird tot aufgefunden. Mit Unterstützung von D–Bear können die Mörder aufgespürt und Poyo befreit werden. Amelia gibt Tony und John einen Artikel, den sie über ein künstliches Hühnersubstitut geschrieben hat, zum „Kosten“, John bezweifelt, dass es künstlich ist, und Tony analysiert das Produkt als „Fricken“ (Frog + Chicken, also Frosch und Huhn). Es folgt eine Razzia beim Produzenten Montero wegen der illegalen Forschung an Hühner–DNS, bei der Caesar seinen Boss bewusstlos schlägt und sich als verdeckter Ermittler der FDA zu erkennen gibt. Er war anscheinend nicht informiert, dass Savoy, sein einziger Kontakt, der seine wahre Identität kennt, nicht mehr für die FDA arbeitet, spioniert Tony aber in Wahrheit für diesen aus. Er trifft Savoy und erzählt, dass Tony ihm gefährlich werden könnte. Savoy beschließt darauf, Tonys Tochter Olivia zu entführen. Tony will Amelia anlässlich Halloween seiner Familie vorstellen. Bis auf seine Zwillingsschwester Toni heißt ihn zwar niemand willkommen, er springt aber über seinen Schatten und zeigt niemanden wegen des illegalen Truthahns, den Bruder Chu zubereitet hat, an. Das Festessen wird aber gestört vom Erscheinen einer großen, seltsamen Schrift am Himmel, der gleichen, die vor 24 Jahren die Zerstörung des entfernten Planeten ankündigte.

### Flambiert
Die Schrift am Himmel rückt die Überwachung der Geflügelprohibition in den Hintergrund und bedingt, dass die NASA, bei der Tonys Schwester Toni arbeitet, plötzlich zur wichtigsten und höchstbudgetierten Behörde der USA wird. Da John sich angesichts des apokalyptischen Zeichens betrinkt, sucht Tony mit Caesar den FDA–Agenten Daniel Migdalo auf. Dieser kann seine Intelligenz durch Zufuhr von Essen steigern, hat sich aber inzwischen in einen fetten Koloss verwandelt, dessen Genie seine mentalen Kräfte überfordert und der die beiden Kollegen attackiert. Er stürzt aus den Fenster, Caesar warnt Tony davor ihn zu probieren, entnimmt aber heimlich eine Probe für Savoy.  
Ein General in Nordkorea droht angesichts der Zeichen am Himmel eine Biowaffe zu zünden. Das USDA, dessen Agenten allesamt weiblich sind und ein Tier mit rotleuchtendem Cyborgauge als Partner haben, schickt ein Himmelfahrtskommando, um ihn zu stoppen. Da Direktor Applebee Chu und Colby in letzter Zeit nur noch loswerden will, leiht er sie zur Unterstützung an die „Kollegen“ aus. Sie sollen im Notfall die ultimative Waffe zünden, die sie in einer Kiste mit sich führen. Der Auftrag scheitert, weil der Nachthimmel durch die Schrift hell erleuchtet ist. Chu aktiviert die Waffe und der Kiste entspringt Poyo, der dem General das Herz aus dem Körper reißt.
Toni Chu bewirkt, dass ihr Bruder Tony an ihrer Seite einen Auftrag in Area 51 übernimmt, wo die NASA unter anderem strahlengeschädigte und durch die Schwerelosigkeit degenerierte Babys versteckt, deren Zeugung in einer Weltraumstation sie angesichts der Pandemie veranlasst hatte. Sie ahnt bereits, dass dort ein Mitarbeiter Waffen an E.G.G. verkaufen will und kann nun, indem sie den Verräter beißt, ihr Wissen bestätigen. Sie hat die Fähigkeit, die Zukunft von lebenden Menschen oder Tieren vorhersagen zu können, wenn sie sie beißt, will das aber vor der NASA geheim halten. Sie hat Tony in erster Linie deshalb auf das Gelände gelockt, damit er ihre „Ermittlungen“ auf seine Kappe nimmt.
Mason Savoy hat eine winzige Probe von Migdalos Leiche gekostet und ist daraufhin für Tage in ein Delirium mit Visionen über die Himmelsschrift gefallen. Als er erwacht, sind die Zeichen verschwunden. Alani Adobo, eine Frau, die auf einem Boot von der Pazifikinsel geflohen ist und sich über 40 Tage nur von Galsabeeren ernährt hat, hat dieses Ereignis auf die Minute genau vorhergesagt. Sie behauptet, die Schrift am Himmel gelesen und in einem Buch niedergeschrieben zu haben, und hat einen Kult gegründet, der das Essen von Hühnern verdammt. Tony und John schleichen sich in der Kultgemeinschaft ein, um das Buch zu entwenden. Sie sind erfolgreich damit, doch inzwischen vergiftet Adobo ihre Anhänger und entkommt ihnen. Die Niederschrift ist aber ebenso unlesbar wie die Zeichen am Himmel. Unterdessen entführt Savoy Tonys Tochter Olivia, da er sich in ihr eine mögliche Verbündete erhofft.

### Erste Liga
Tony wird von einem ehemaligen Liebhaber Amelias entführt. Der Sportreporter plant seit langem ein Buch über das geheime Sexleben ehemaliger Baseballgrößen und füttert Chu mit Leichenteilen von diesen, damit er ihm deren Bettgeschichten erzählen kann. Amelia kommt ihm aber auf die Spur, da er ihr gegenüber erwähnt, dass Tony verschwunden ist und sich damit verrät. Tony kann sich schlussendlich befreien und ihn mit dem harten Wurf eines Baseballs töten, eine Fähigkeit, die er sich durch den Verzehr der toten Stars angeeignet hat. Danach bricht er in Amelias Armen zusammen.
Olivia ist zunächst ihrem Entführer gegenüber widerspenstig, nimmt Savoy letztendlich aber doch als Lehrer an und wird von ihm danach wieder freigelassen. Sie scheint ebenfalls cibopathisch begabt zu sein, allerdings auf einer höheren Stufe: gewisse Informationen kann sie bereits aus dem Aroma von Speisen lesen. Savoy ist sich aber unsicher, ob sie nicht noch weitere, verborgene Talente besitzt. Bei ihrem ersten gemeinsamen Vorgehen verhindern sie, dass der Vampir sich die Fähigkeit des Xocoscalperen Hershel Brown aneignen kann, eines Menschen, der Objekte aus Schokolade nachbilden kann, die voll funktionsfähig sind. Brown wird von seiner eigenen Laserpistole aus Schokolade halbiert, während die sich neben ihm befindende Olivia dem Laserstrahl ausweichen kann, da Savoy ihr zuvor das Blut eines Karateweltmeisters verabreicht hatte.
John Colby wurde unterdessen langzeitig zur USDA versetzt und einem Löwen als Partner zugewiesen. Seine betagte Chefin, Direktorin Peñya, mobbt ihn ebenso wie zuletzt Applebee und er macht sich sie wie zuvor den FDA–Chef gefügig. Nachdem er mit ihr geschlafen hat, ist sie ihm fürs Erste wohlgesinnt und gibt ihm ihren besten Agenten als Partner: Poyo.

### Space Kekse
Tony liegt im Koma, nachdem Toni ihn gebissen hat, sie weiß aber, dass er wieder genesen wird. Sie beißt auch Paneer, ihren Vorgesetzten bei der NASA, nachdem sie mit ihm geschlafen hat, um zu sehen, ob ihre Beziehung eine Zukunft habe. Sie meint, nicht. Er bestätigt ihr das und schimpft sie eine Verrückte.  Später versöhnen sie sich, Paneer macht ihr einen Heiratsantrag und lässt sich ein zweites Mal beißen. Tomi nimmt an, da sie weiß, dass er sie wirklich liebt, ist aber traurig, da sie gesehen hat, dass der Vampir sie umbringen wird. Sie isst deshalb die ihr verbleibende Zeit nur noch rote Rüben. Der Vampir entführt und tötet sie tatsächlich, kann ihre Fähigkeit aber nicht absorbieren.

## Stilistisches

### Wiederkehrende Motive
Bei Chew werden gewisse Motive gezielt wiederholt. Insbesondere trifft dies zu auf die Art und Weise, wie einzelne Personen, Orte und auch Umstände („Tony Chu wurde entführt“) eingeführt werden. Diese Vorstellungssequenzen gehen jeweils über eine Seite, betonen mehr als sonst in der Serie üblich eine Erzählweise in der dritten Person und beginnen gewöhnlich mit einem schwarzen Panel. Sie sind auch inhaltlich repetitiv. Beispielsweise wird auf solchen Seiten in den Heften 1, 2, 11, 12 (gemeinsam mit Amelia Mintz), 21 und 23 Tony Chu im Wesentlichen durch seine Fähigkeit als Cibopath vorgestellt. Bis einschließlich Heft 30 gab es in jeder Ausgabe außer den Nummern 15 und 30 derartig gestaltete Seiten. Diese beiden Hefte beschließen jeweils ein Viertel der Serie und besitzen ein dreiseitiges Umschlagmotiv, sodass diese Sonderstellung möglicherweise auch bei den Ausgaben 45 und 60 feststellbar sein könnte.
Ein weiteres wiederkehrendes Motiv ist ein Splash-Panel, der jeweils ein Bett von oben mit zwei Personen nach dem Beischlaf zeigt. Meist liegt die linke Person schlafend auf der Seite, dem Partner den Rücken zuwendend, der jeweils mit aufgerissenen Augen am Rücken liegt. So zu sehen auf der letzten Seite von Heft 9 (John Colby und Direktor Applebee), 11 (Amelia Mintz und Tony Chu) und 23 (John Colby und Direktorin Peñya). Bereits im letzten Beispiel wird die Situation leicht variiert, da Colby nur vortäuscht zu schlafen. Im sechsten Sammelband wird mit Toni Chu und ihrem Vorgesetzten Paneer erstmals ein Paar zweimal auf so einem Bild gezeigt und nicht zum Abschluss der Episode. In Heft 26 täuscht Toni ebenfalls vor zu schlafen, in Nr. 29 sind beide wach, einander zugewandt und bilden eine annähernd herzförmige Figur.
Die sinnlichen Wahrnehmungen eines Cibopathen werden mitunter als kachelartiger Hintergrund, teilweise mit sich wiederholenden Einzelbildern, teilweise ähnlich einem Mosaik dargestellt.

### Figuren
Am Anfang stand beim Entwurf von Tony Chus Aussehen der Vorsatz, einen US-Amerikaner asiatischer Abstammung möglichst unstereotyp darzustellen. Mason Savoy wird als „Kind der Liebe von Orson Welles und einem Grizzlybären“ charakterisiert. Caesar erinnert äußerlich an Samuel L. Jackson. Das ist nicht belegt, aber wahrscheinlich kein Zufall angesichts des Titelbildes von Heft 13, welches eine Parodie auf Pulp Fiction darstellt. Die Frisur von ihm ist dem Lockenkopf von Jules Winnfield allerdings nicht besonders ähnlich, auch wenn er wie dieser einen schwarzen Anzug trägt.

### Sonstiges
Die Gesichter von Statisten werden mitunter auf die Kreuzlinien reduziert, mit denen Zeichner zunächst die Proportionen festlegen und die gewöhnlicherweise nur der Vorzeichnung dienen.
Das Titelbild von Chew #15 ist eine Hommage auf Das Abendmahl von Leonardo da Vinci. Guillory skizzierte das Motiv erstmals in Mailand.

## Veröffentlichung
Die Serie wurde von einigen Verlagen, darunter dem DC-Imprint Vertigo, abgelehnt. Seit Juni 2009 erscheint sie bei Image Comics, zunächst in Heftform. Im Juli 2009 erfolgte ein erster Nachdruck der #1 in Schwarzweiß in der regulären Heftausgabe von The Walking Dead #63, was die Bekanntheit der Serie steigerte. Die ersten beiden Hefte gingen in dieser ursprünglichen Form in die vierte Auflage, das dritte immer noch in die dritte. Heft #27 erschien erstmals zwischen den Ausgaben 18 und 19. Bislang sind 39 von 60 Heften erschienen. Das Ende der Serie stand für die Autoren von Beginn an fest.
Sammelbände gibt es in drei Ausfertigungen, die jeweils fünf, zehn oder zwanzig Ausgaben umfassen. Die ersten beiden Bücher mit fünf Heften wurden auf der Comic–Bestsellerliste der New York Times geführt.
Die deutsche Fassung folgt der Ausgabe mit jeweils fünf Heften und erscheint seit Dezember 2010 bei Cross Cult. Delcourt veröffentlicht die Serie auf Französisch und BAO Publishing auf Italienisch.

### Ableger und Crossover
Im Juli 2012 erschien der Ableger Chew: Secret Agent Poyo #1, eine Einzelgeschichte, die im sechsten Band der Hauptreihe als Intermezzo nach dem zweiten Heft nachgedruckt wurde. Ein Crossover mit der ebenfalls bei Image erscheinenden Serie Revival ist für Mai 2014 angekündigt.

## Rezeption
Chew gewann sowohl 2010 als „Best New Series“ (beste neue Serie) als auch 2011 als „Best Continuing Series“ (beste fortlaufende Serie) den Eisner Award. 2010 gewann der Comic zudem in der Kategorie „Best New Series“, Zeichner Rob Guillory in der Kategorie „Best New Talent“ (bester Nachwuchskünstler) den Harvey Award.
Im Tagesspiegel wurde der Comic anlässlich der deutschen Veröffentlichung von Band 1 und 3 rezensiert. Nachdem Marco Beringer den amüsanten, genreübergreifenden Überraschungserfolg im leichtfüßigen Semi–Funny–Stil durchgehend lobte, fand Thomas Hummitzsch auch Schwächen in der übergreifenden Erzählung. Waldemar Kesler beschreibt in der Taz den Semifunny–Stil als anatomisches Missverständnis: „Krankhaft geblähte Bäuche stecken auf staksigen Beinen.“ Dies sieht er allerdings schon als Qualitätsmerkmal des Comics an, wie ganz allgemein den Spaß, sich dem Ekel der Sache zu stellen.

## Bibliographie der deutschen Ausgaben
- John Layman, Rob Guillory: Leichenschmaus (= Chew – Bulle mit Biss. Band 1). Cross Cult, Ludwigsburg 2010, ISBN 978-3-942649-18-6 (amerikanisches Englisch: Chew. Volume One: Taster's Choice. Übersetzt von Marc-Oliver Frisch, enthält Heft 1–5).
- John Layman, Rob Guillory: Reif für die Insel (= Chew – Bulle mit Biss. Band 2). Cross Cult, Ludwigsburg 2011, ISBN 978-3-942649-19-3 (amerikanisches Englisch: Chew. Volume Two: „International Flavor“. Übersetzt von Marc-Oliver Frisch, enthält Heft 6–10).
- John Layman, Rob Guillory: Eiskalt serviert (= Chew – Bulle mit Biss. Band 3). Cross Cult, Ludwigsburg 2011, ISBN 978-3-942649-20-9 (amerikanisches Englisch: Chew. Volume Three: „Just Desserts“. Übersetzt von Marc-Oliver Frisch, enthält Heft 11–15).
- John Layman, Rob Guillory: Flambiert (= Chew – Bulle mit Biss. Band 4). Cross Cult, Ludwigsburg 2012, ISBN 978-3-942649-21-6 (amerikanisches Englisch: Chew. Volume Four: Flambé. Übersetzt von Marc-Oliver Frisch, enthält Heft 16–20).
- John Layman, Rob Guillory: Erste Liga (= Chew – Bulle mit Biss. Band 5). Cross Cult, Ludwigsburg 2012, ISBN 978-3-86425-130-6 (amerikanisches Englisch: Major League Chew. Volume Five. Übersetzt von Marc-Oliver Frisch, enthält Heft 21–25).
- John Layman, Rob Guillory: Space Kekse (= Chew – Bulle mit Biss. Band 6). Cross Cult, Ludwigsburg 2013, ISBN 978-3-86425-131-3 (amerikanisches Englisch: Chew. Volume Six: Space Cakes. Übersetzt von Marc-Oliver Frisch, enthält Heft 26–30 und Chew: Secret Agent Poyo Heft 1).
- John Layman, Rob Guillory: Faule Äpfel (= Chew – Bulle mit Biss. Band 7). Cross Cult, Ludwigsburg 2013, ISBN 978-3-86425-132-0 (amerikanisches Englisch: Chew. Volume Seven: Bad Apples. Übersetzt von Marc-Oliver Frisch, enthält Heft 31–35).
- John Layman, Rob Guillory: Familienrezepte (= Chew – Bulle mit Biss. Band 8). Cross Cult, Ludwigsburg 2014, ISBN 978-3-86425-133-7 (amerikanisches Englisch: Chew. Volume Eight: Family Recipes. Übersetzt von Marc-Oliver Frisch, enthält Heft 36–40).
- John Layman, Rob Guillory: Brust oder Keule (= Chew – Bulle mit Biss. Band 9). Cross Cult, Ludwigsburg 2016, ISBN 978-3-86425-375-1 (amerikanisches Englisch: Chew. Volume Nine: Chicken Tenders. Übersetzt von Marc-Oliver Frisch, enthält Heft 41–45).
- John Layman, Rob Guillory: Blutwurst (= Chew – Bulle mit Biss. Band 10). Cross Cult, Ludwigsburg 2016, ISBN 978-3-86425-376-8 (amerikanisches Englisch: Chew. Volume Ten: Blood Puddin'. Übersetzt von Annika Klapper, enthält Heft 46–50).
- John Layman, Rob Guillory: Die letzten Abendmahle (= Chew – Bulle mit Biss. Band 11). Cross Cult, Ludwigsburg 2017, ISBN 978-3-86425-377-5 (amerikanisches Englisch: Chew. Volume Eleven: The Last Suppers. Übersetzt von Annika Klapper, enthält Heft 51–55).
- John Layman, Rob Guillory: Saurer Apfel (= Chew – Bulle mit Biss. Band 12). Cross Cult, Ludwigsburg 2018, ISBN 978-3-95981-577-2 (amerikanisches Englisch: Chew. Volume Twelve: Sour Grapes. Übersetzt von Annika Klapper, enthält Heft 56–60).